# Каракудыкский сельский округ
Каракудыкский сельский округ (каз. Қарақұдық ауылдық округі) — административно-территориальное образование в Алгинском районе Актюбинской области.

## Населённые пункты
В состав Каракудыкского сельского округа входит 3 села: Каракудык (846 жителей), Тиккайын (369 жителей), Коктогай (327 жителей).

## Численность населения
| Численность населения | Численность населения |
| 1999                  | 2009                  |
| --------------------- | --------------------- |
| 1849                  | ↘1542                 |

### Перепись населения 1999
| № | Населённый пункт             | Население |
| - | ---------------------------- | --------- |
| 1 | с. Черноводск (с. Каракудык) | 984       |
| 2 | с. Ивановка (с. Тиккайын)    | 441       |
| 3 | с. Голубиновка (с. Коктогай) | 423       |
|   | Всего                        | 1849      |

### Перепись населения 2009
| № | Населённый пункт             | Население |
| - | ---------------------------- | --------- |
| 1 | с. Черноводск (с. Каракудык) | 846       |
| 2 | с. Ивановка (с. Тиккайын)    | 369       |
| 3 | с. Голубиновка (с. Коктогай) | 327       |
|   | Всего                        | 1542      |